# Egoboo
Egoboo este un termen de jargon american care definește plăcerea primită de către o persoană din partea publicului pentru munca voluntară depusă.
Termenul provine din fandom-ul științifico-fantastic american, inițial pentru a descrie simplu fraza "ego boost" - sentimentul care este dat de a-ți vedea numele imprimat pe hârtie. Un mod de a ajunge să-ți vezi numele imprimat pe hârtie este să contribui cu ceva semnificativ. A fost mai apoi asociat cu munca voluntară depusă în interesul unei anume comunități. În ultimii ani termenul a început a fi considerat o monedă sentimentală (de exemplu Am primt mult egoboo pentru că am editat acel newsletter).
Termenul a mai fost adoptat și de mișcarea programatorilor open-source, unde este folosit în ideea recompensării în formă de credit-recunoaștere de către comunitate a efortului depus de către un participant.